# Варварівська вулиця (Харків)
Варварівська вулиця — вулиця у місті Харкові. Знаходиться у Салтівському районі міста Харкова в історичній місцевості «Рашкіна дача». Названа на честь поміщиці Варвари Іванівни Рашке. Орієнтовний період заснування між 1840—1890 роком. Довжина вулиці складає близько 380 метрів, забудована здебільшого приватними будинками.